# Gerhard Kiefer
Gerhard Kiefer (* 11. August 1938 in Lörrach; † 29. September 2011 in Karlsruhe) war ein deutscher Ingenieur und Fachbuchautor sowie Lehrbeauftragter und Honorarprofessor an der Fachhochschule Karlsruhe.

## Leben
Gerhard Kiefer absolvierte nach der Schulzeit in Karlsruhe von 1952 bis 1955 bei der Badenwerk AG eine Lehre als Elektrowerker, einem Vorläuferberuf des Starkstromelektrikers. Anschließend arbeitete er in seinem Ausbildungsbetrieb fünf Jahre als Elektromonteur in der Lehrwerkstatt und im Freileitungsbau. Von 1960 bis 1963 studierte er Elektrotechnik am Staatstechnikum Karlsruhe und schloss das Studium als Ingenieur ab; später wurde er zum Diplomingenieur (FH) nachdiplomiert.
Nach dem Abschluss seines Studiums trat er 1963 wieder in die Badenwerk AG ein, wo er zunächst als Sachbearbeiter im Bereich Ortsnetzbau tätig war. Ab 1972 war er Leiter des Sachgebiets Normierung und von 1988 bis 1996 Leiter der Abteilung Netzerrichtung Regionalnetze. Daneben war er ab 1976 Mitglied des DKE-Komitees 221 „Errichten von Starkstromanlagen bis 1000 V“. Zudem arbeitete er in weiteren DKE-Komitees, Unterkomitees und Arbeitskreisen sowie in VDEW-Gremien mit.
An der Fachhochschule Karlsruhe hatte er im Fachbereich Elektrische Energietechnik von 1973 bis 1994 einen Lehrauftrag für das Fach Elektrische Installationstechnik. In Anerkennung seiner beruflichen Leistungen und seines mehr als 20-jährigen Engagements als Lehrbeauftragter wurde er am 7. Juni 1994 vom Ministerium für Wissenschaft und Forschung Baden-Württemberg zum Honorarprofessor ernannt. Anlässlich der Titelverleihung hielt er einen Festvortrag über Schutzmaßnahmen nach VDE 0100 im Wandel der Zeiten.
Im Rahmen seiner beruflichen Tätigkeit entstanden neben einer Vielzahl von Fachaufsätzen auch mehrere Bücher, unter anderem das Standardwerk VDE 100 und die Praxis, das von 1984 bis 2009 in 13 Auflagen erschienen ist. Nach dem Tod von Gerhard Kiefer wurde das Standardwerk zunächst von Herbert Schmolke und anschließend von Karsten Callondann fortgeführt. 2024 erschien mittlerweile die 18. Auflage.

## Werke (Auswahl)
- Gerhard Kiefer: VDE 0100 und die Praxis. 1. Auflage. VDE-Verlag, Berlin und Offenbach 1984, ISBN 978-3-8007-1359-2.
- Gerhard Kiefer: Die Entwicklung der Schutzmaßnahmen gegen elektrischen Schlag bzw. gefährliche Körperströme im Bereich der VDE 0100 von 1896 bis 1996. Schutzmaßnahmen nach VDE 0100 im Wandel der Zeiten. In: EVU-Betriebspraxis, Ausgabe 1–2/1997.
- Gerhard Kiefer: DIN VDE 0100 richtig angewandt. Eine Übersicht über das Errichten von Niederspannungsanlagen. VDE-Verlag, Berlin und Offenbach 2002, ISBN 978-3-8007-2460-4.
- Gerhard Kiefer, Karl-Heinz Krefter: Schutz gegen elektrischen Schlag. Was bei der Errichtung von Niederspannungsanlagen zu beachten ist. Hinweise für die Praxis. VDE-Verlag, Berlin und Offenbach 2008, ISBN 978-3-8007-3048-3.
- Gerhard Kiefer: VDE 0100 und die Praxis. Wegweiser für Anfänger und Profis. 13. Auflage. VDE-Verlag, Berlin und Offenbach 2009, ISBN 978-3-8007-3130-5.
- Gerhard Kiefer: DIN VDE 0100 richtig angewandt. Errichten von Niederspannungsanlagen übersichtlich dargestellt. 4. Auflage. VDE-Verlag, Berlin und Offenbach 2010, ISBN 978-3-8007-3169-5.
- Gottfried Biegelmeier, Dieter Kieback, Gerhard Kiefer, Karl-Heinz Krefter: Schutz in elektrischen Anlagen. Band 1: Gefahren durch den elektrischen Strom. VDE-Verlag, Berlin und Offenbach 2003, ISBN 978-3-8007-3677-5.
- Gottfried Biegelmeier, Gerhard Kiefer, Karl-Heinz Krefter: Schutz in elektrischen Anlagen. Band 2: Erdungen, Berechnung, Ausführung und Messung. VDE-Verlag, Berlin und Offenbach 1996, ISBN 978-3-8007-3672-0.
- Gottfried Biegelmeier, Gerhard Kiefer, Karl-Heinz Krefter: Schutz in elektrischen Anlagen. Band 3: Schutz gegen gefährliche Körperströme. VDE-Verlag, Berlin und Offenbach 1999, ISBN 978-3-8007-3673-7.
- Gottfried Biegelmeier, Gerhard Kiefer, Karl-Heinz Krefter: Schutz in elektrischen Anlagen. Band 4: Schutz gegen Überströme und Überspannungen. VDE-Verlag, Berlin und Offenbach 2001, ISBN 978-3-8007-3674-4.
- Gottfried Biegelmeier, Gerhard Kiefer, Karl-Heinz Krefter: Schutz in elektrischen Anlagen. Band 5: Schutzeinrichtungen. VDE-Verlag, Berlin und Offenbach 1999, ISBN 978-3-8007-3675-1.